# Garry Shider
Garry Marshall Shider (Plainfield, 24 luglio 1953 – 16 giugno 2010) è stato un chitarrista statunitense, famoso per aver lavorato con George Clinton e i Funkadelic.

## Biografia

### Infanzia
Jimi Hendrix, The Temptations ed altri ispirarono le sue scelte musicali, e da ragazzino cominciò anche a cantare con artisti gospel dell'epoca. A dieci anni e con l'aiuto del padre Jesse, Garry e i suoi fratelli affiancarono musicisti come Shirley Caesar, The Five Blind Boys ed The Mighty Clouds of Joy. 

### Viaggio in Canada
A sedici anni, insieme all'amico Cordell "Boogie" Mosson si trasferì in Canada. Lì i due diventarono componenti del gruppo funk/rock United Soul, o "U.S.". 
Garry conobbe anche George Clinton, in una barberia di Plainfield, dove con i suoi amici riuniva i giovani della zona e cantava per i clienti canzoni doo-wop. All'epoca George viveva a Toronto, ed iniziò ad ascoltare anche gli "United Soul". Dopo aver visto Garry a suonare con il gruppo, decise subito di chiamarlo per il suo progetto P-Funk.

### Carriera musicale
Shider divenne membro dei Funkadelic, apparendo su molti dei loro album più celebri. Tra i suoi brani si fanno ricordare "Cosmic Slop," to "Getting to Know You" e "One Nation". Fu anche couatore del singolo "Atomic Dog", e non solo per questo lavoro ebbe numerosi premi. 
Suonò la chitarra in alcuni dei primi album di Bootsy Collins solista, e collaborò più volte anche come coautore dei testi e produttori. È stato citato tre volte sulla rivista Guitar Player Magazine, ed anche sull'edizione giapponese. Nel 1997 è stato incluso nella Rock and Roll Hall of Fame, con gli altri P-Funk. Ha lavorato anche Who's Who in Music, in una raccolta di Paul Shaffer (dal gruppo di David Letterman), e nell'album dei The Black Crowes Three Snakes and One Charm (1996). 
Shider è apparso numerose volte anche in programmi televisivi come Saturday Night Live, The Late Show with David Letterman, The Arsenio Hall Show, New York Undercover e The Tonight Show, e nei film P.C.U. e La notte prima, con colonne sonore in parte realizzate dallo stesso Garry. Con Sean Penn ha interpretato Bad Boys.
Garry ha ricevuto nomine ai Grammy per "Stomp", di Kirk Franklin, che usa come propria ispirazione "One Nation" e che fu premiata ai Dove gospel awards come canzone dell'anno.
È scomparso nel 2010 all'età di 56 anni a causa di un tumore a cervello e polmoni.

## Premi
- 1998 Dove Gospel awards for Song of the Year, "Stomp"
- Who's Who in Music, 1978
- Grammy nominee 1997, 1978